# Mauricio Montalvo Samaniego

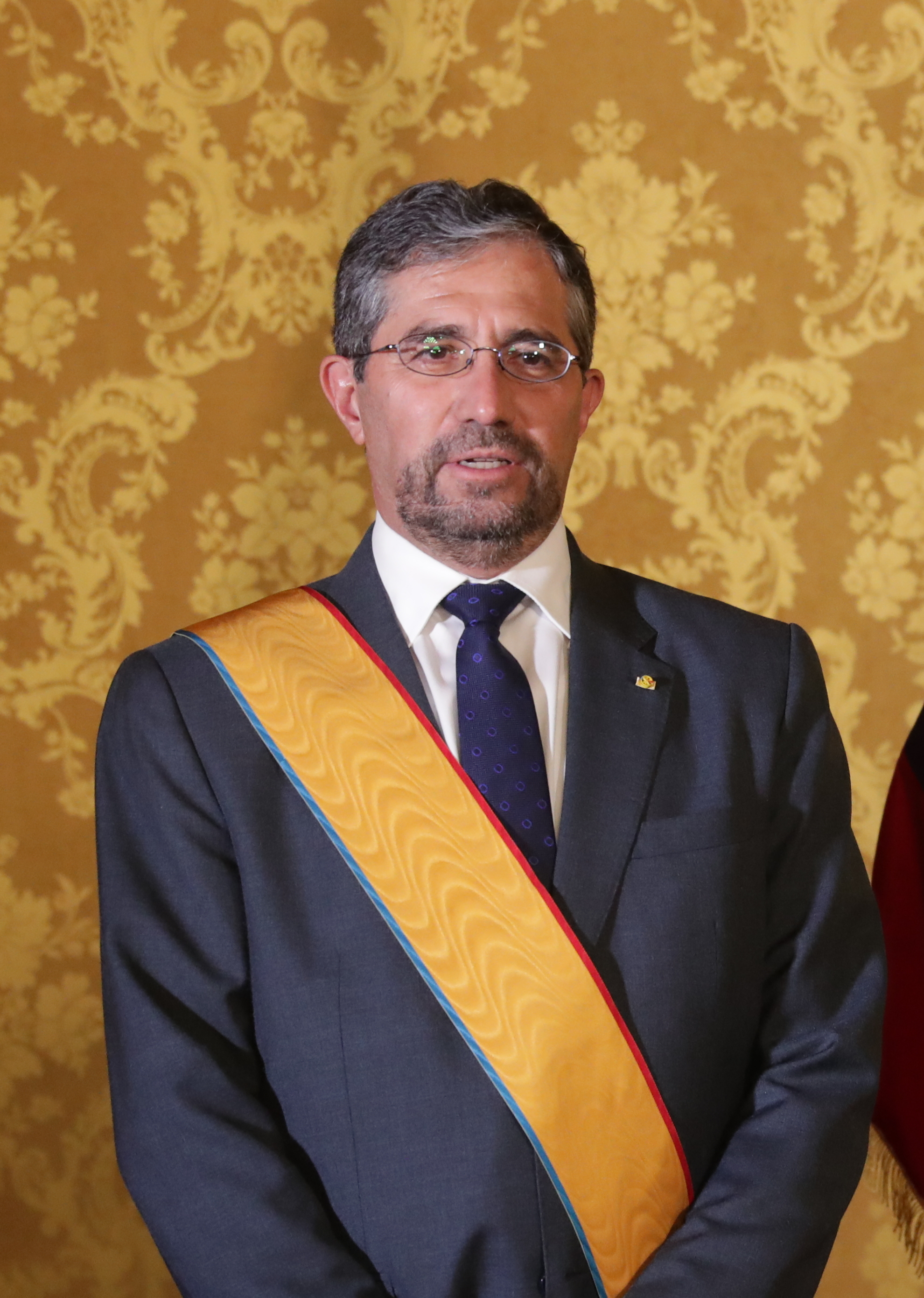
Mauricio Montalvo Samaniego (2022)

Mauricio Montalvo Samaniego (* 1961 in Ambato) ist ein ecuadorianischer Rechtsanwalt, Diplomat und Politiker. Er ist seit Mai 2021 Außenminister von Ecuador.

## Leben
Er studierte Rechtswissenschaften in Harvard und ist Rechtsanwalt der Pontificia Universidad Católica del Ecuador (PUCE).
Im Jahre 1982 trat er in das Außenministerium von Ecuador ein. Seit 2005 hat er  nach einigen Auslandseinsätzen den Rang eines Botschafters. Er war Ständiger Vertreter bei den Vereinten Nationen und Direktor für multilaterale Politik sowie Direktor für Grenzbeziehungen zu Kolumbien.

## Biografie
Bereits während seiner Studienzeit wurden seine Führungs-, Intelligenz- und Rednerqualitäten erkannt, als er als Student Repräsentant des Academic Council of PUCE (1983) und Präsident der PUCE Law School Association (1984) wurde.
Später promovierte er an der Pontificia Universidad Católica del Ecuador (PUCE) als Doktor der Rechtswissenschaften (1986), Rechtsanwalt (1986) und Bachelor of Legal Sciences (1984).
Er hat einen Master-Abschluss in Rechtswissenschaften (LL.M.) von der Harvard University (1990), wo er Studienkollege von Barack Obama war.
Darüber hinaus besitzt er ein Diplom in öffentlicher Verwaltung der National School of Administration (ENA) in Paris, Frankreich (2004).
Er war Professor an der Fakultät für Rechtswissenschaften der PUCE, der School of International Sciences der Central University of Ecuador, dem College of Jurisprudence of USFQ, der Fakultät für Rechts- und Sozialwissenschaften der Universität Las Américas (UDLA) und Gastprofessor an der School of Law der University of Puerto Rico in San Juan, Dozent an IAEN, FLACSO, der Universidad Andina, der Academia de Guerra, der Escuela Superior de Policia u. a. Er hat mehrere Fachartikel zu rechtlichen und internationalen Themen veröffentlicht.
Er bekleidete verschiedene diplomatische Funktionen in den Ständigen Vertretungen der OAS in Washington DC, bei der UNO in New York und bei der UNESCO in Paris, Frankreich. Er war Botschafter und Ständiger Vertreter bei den Vereinten Nationen und internationalen Organisationen in Genf, der Schweiz, und dient derzeit als Botschafter von Ecuador in Australien, Neuseeland und Fidschi.

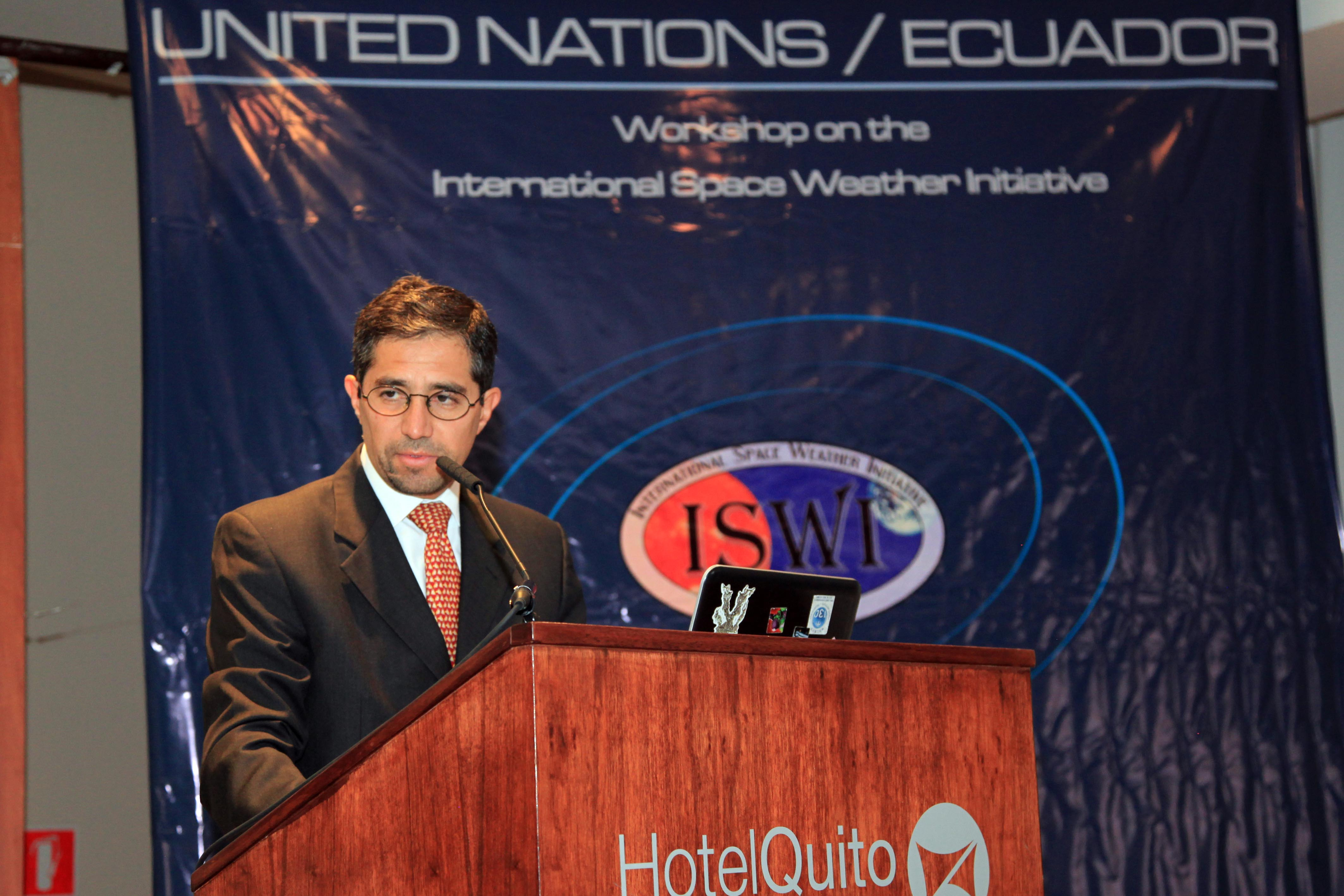
Quito (Ecuador), 8. Oktober 2012. Botschafter Mauricio Montalvo eröffnete im Auftrag des Ministeriums für auswärtige Angelegenheiten, Handel und Integration den Internationalen Workshop zum Weltraumwetter. Foto: Xavier Granja Cedeño / Ministerium für auswärtige Angelegenheiten, Handel und Integration.

## Ehrungen
- Großkreuz des Verdienstordens von Chile.
- Cavalieri des Ordens des Sterns der italienischen Solidarität.

## Positionen und Funktionen
- Staatssekretär für internationale Organisationen[4]
- Generaldirektor für Kommunikation[4]
- Generaldirektor für multilaterale Politik[4]
- Generaldirektor für Grenzbeziehungen zu Kolumbien[4]
- Sekretär des Beirats[4]
- Generalkoordinator des Außenministeriums[4]
- Generalkoordinator der Gipfeltreffen[4]
- Multilateraler Staatssekretär[4]
- Rechtsberater der Präsidentschaft der Republik[4]
- Berater des Finanzministers[4]
- Berater der Weltbank
- Staatssekretär für öffentliche Verwaltung[4]
- Dekan der Fakultät für Rechts- und Sozialwissenschaften der Universidad de las Américas (Ecuador)